# Королевство Клунгкунг
Королевство Клунгкунг — государство, находившееся на острове Бали, Индонезия. Королевство контролировало острова у побережья пролива Бадунг, а именно Нуса-Ченинган, Нуса-Лембонган и Нуса-Пенида.

## История
Королевство Клунгкунг было основано одновременно с дворцом Клунгкунг в Семарапуре в 1686 году после того, как сын Далема Ди Маде, Густи Агунг Джамбе, победил восстание И Густи Агунг Марути. Дворец Гелгел, захваченный И Густи Агунг Марути, так и не был восстановлен, а был сровнен с землей. Густи Агунг Джамбе, даже будучи принцем, не хотел взойти на трон Гелгела, а вместо этого выбрал Семарапуру в качестве своего нового центра управления.
Отношения между королевством Клунгкунг и правительством Голландской Ост-Индии были в основном мирными до середины XIX века, когда серия споров вызвала ожесточение между двумя государствами. Клунгкунг впервые выступило против голландских войск во время голландского вторжения на Бали в 1849 году, встав на сторону других местных королевств.
Существование королевства Клунгкунг официально закончилось голландской интервенцией на Бали (1908 год), когда, не в силах противостоять наступлению голландцев, желавших низвести государство до ранга вассала, тогдашний правитель и весь его двор совершили пупутан, массовое ритуальное самоубийство. Монархия была восстановлена 25 июля 1929 года как марионеточное государство Королевства Нидерландов, а впоследствии, с 1950 года, королевство было окончательно упразднено с вхождением в состав Республики Индонезия.

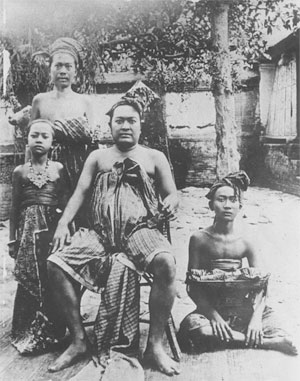
Дева Агунг Джамбе II со своей семьёй, 1908 год

## Список королей
- Дева Агунг Джамбе I (1686—1722)
- Дева Агунг Геде (1722—1736)
- Дева Агунг Маде (1736—1760)
- Дева Агунг Шакти (1760—1790)
- Дева Агунг Путра I Касамба (1790—1809)
- Дева Агунг Панджи
- Дева Агунг Путра
- Дева Агунг Путра I
- Густи Аю Каранг (1809—1814)
- Дева Агунг Путра II (1814—1851)
  - Дева Агунг Истри Каниа (1814—1856)
  - Дева Агунг Путра III (1851—1903)
- Дева Агунг Джамбе II (1903—1908)
- Междуцарствие (1908—1929)
- Дева Агунг Ока Гег (1929—1965)
- Междуцарствие (1965—1998)
- Дева Агунг Кокорда Геде Агунг (1998—?)
- Дева Агунг Кокорда Геде Агунг Семарапутра (2010 — настоящее время)